# KK Jolly Jadranska Banka Šibenik
Košarkaški klub Jolly Jadranska Banka Šibenik es un club profesional del baloncesto situado en la ciudad de Šibenik, Croacia y participa en la liga profesional de baloncesto del mismo país. El nombre del club proviene de los dos patrocinadores locales del club, Jolly y Jadranska Banka.

## Historia
El club nació en el 2009 como una sección masculina del equipo femenino ZKK Jolly BBS. Desde su creación, el equipo fue ascendiendo de categoría hasta llegar a la A1 Liga, la máxima categoría de baloncesto del país.

## Palmarés
- Copa de Croacia
  - Finalista (1): 2017

- Datos: Q4160393
- Multimedia: KK Jolly JB Šibenik / Q4160393